# コロンビア級原子力潜水艦
| コロンビア級原子力潜水艦             | コロンビア級原子力潜水艦                                  | コロンビア級原子力潜水艦                                  |
| ------------------------------------ | --------------------------------------------------------- | --------------------------------------------------------- |
| 海上を航行するコロンビア級のイラスト |                                                           |                                                           |
| 艦級概観                             |                                                           |                                                           |
| 艦種                                 | 戦略ミサイル原子力潜水艦                                  | 戦略ミサイル原子力潜水艦                                  |
| 艦名                                 | 州名                                                      | 州名                                                      |
| 建造期間                             | 2022年6月4日 -建造中(2024年現在)                          | 2022年6月4日 -建造中(2024年現在)                          |
| 就役期間                             | 2031年(予定) -                                            | 2031年(予定) -                                            |
| 費用                                 | 総額1098億ドル 1隻あたり91.5億ドル （2021会計年度・計画値 | 総額1098億ドル 1隻あたり91.5億ドル （2021会計年度・計画値 |
| 前級                                 | オハイオ級                                                | オハイオ級                                                |
| 次級                                 | 最新（計画中）                                            | 最新（計画中）                                            |
| 性能諸元                             |                                                           |                                                           |
| 排水量                               | 水上：18,000t                                             | 水上：18,000t                                             |
| 排水量                               | 水中：20,810t                                             |                                                           |
| 全長                                 | 170.99m                                                   | 170.99m                                                   |
| 全幅                                 | 13.1m                                                     | 13.1m                                                     |
| 吃水                                 | 不明                                                      | 不明                                                      |
| 船体構造                             | 単殻式                                                    | 単殻式                                                    |
| 機関                                 | 原子力ターボ・エレクトリック方式                          | 原子力ターボ・エレクトリック方式                          |
| 機関                                 | BMPC社製S1B加圧水型原子炉                                 | 1基                                                       |
| 機関                                 | ポンプジェット推進                                        | 1軸                                                       |
| 速力                                 | 公表値：不明                                              | 公表値：不明                                              |
| 速力                                 | 推定値：不明                                              |                                                           |
| 潜航深度                             | 最大500〜650m（推定）                                     | 最大500〜650m（推定）                                     |
| 燃料棒寿命                           | 40年                                                      | 40年                                                      |
| 乗員                                 | 155名                                                     | 155名                                                     |
| 探索装置                             | バージニア級のLABソナー改良型                             | バージニア級のLABソナー改良型                             |
| 兵装                                 | ミサイルハッチ トライデントD5 SLBM                        | 16基                                                      |

コロンビア級原子力潜水艦（コロンビアきゅうげんしりょくせんすいかん、Columbia class submarine）は、アメリカ海軍において計画されている原子力弾道ミサイル潜水艦。トライデントミサイルを搭載したオハイオ級弾道ミサイル潜水艦の後継艦（以前はオハイオ級潜水艦更新艦、SSBN-Xと呼ばれていた）である。
1番艦は2020年10月1日に起工し、2031年（前級となるオハイオ級の就役から50年目）に就役、
2085年までの運用を予定している。
ネームシップである「ディストリクト・オブ・コロンビア」の艦名はワシントンD.C.（District of Columbia）に由来する。

## 概要
アメリカ国防総省は海上核戦力は今後も引き続き必要であると考えており、
現在運用中のオハイオ級は2029年までに後継艦を就役させて1隻目を退役させることを予定していた。
後継艦のユニットコストはオハイオ級の20億ドル以上（2011年には29億ドル）に対して40億ドル以上が見込まれており、
さらに新しい見積もりでは60～80億ドルに上るとみられている。
オハイオ級を置き換えるため12隻の取得が予定されているが、アメリカ科学者連盟などからは「ポスト冷戦時代においてはコスト削減のためにも保有する艦を減らして戦略抑止パトロールの頻度も減らすべきだ」と指摘されている。
これに対して、海軍当局は「予算の問題はあるにせよ、12隻は最低限必要な数である」と反論している。
このため、2番艦から12番艦のユニットコストを49億ドルに削減する取り組みが進められており、
バージニア級原子力潜水艦を元にしてミサイル区画を新造あるいはオハイオ級から流用して増設するなど、さまざまな代案が検討されている。
2007年には、アメリカ海軍がエレクトリック・ボートとニューポート・ニューズ造船所の協力を受けてコスト制御の調査を開始した。
2008年12月には、アメリカ海軍はエレクトリック・ボートと後継艦のミサイル区画の設計について最大5億9,200万ドルで契約を結び、ニューポート・ニューズ造船所はそのうち4%程度を受けるとみられている。この時点では海軍はまだオハイオ級更新計画を確定していなかったが、ロバート・ゲーツ国防長官は2009年4月の時点で2010年には更新計画に着手すべきであると述べている。
新しい船体は2014年には設計段階に移ることが予定されており、設計作業の工数は約6,000万人・時間であると見積もられていた。
新しい船体設計を採用する場合、2029年の就役に間に合わせるためには2016年までに着手する必要があった。
2011年11月の報告では1番艦の建造は2019年に開始し、2026年には進水、2029年に就役させることとされていたが、
2012年にはペンタゴンは計画が全体として予定から2年ほど遅れていると発表した。
初期型の艦はトライデントD5LE（LEはLife-Extension：寿命延長型の意）を装備するとされる。
トライデントD5LEでは誘導システムが更新されており、2042年まで運用するという。
ミシシッピ州選出のジーン・テイラー下院議員（民主党）は、海軍が議会と代替案の分析の結果を共有しなければプロジェクトを停止させると圧力をかけた。
しかしテイラーは2010年中間選挙で共和党のスティーブン・パラッツォに敗れ、議席奪還のために共和党に移って臨んだ2014年の共和党予備選挙でも再びパラッツォに敗れたため沙汰止みとなっている。
後継艦の高コストは、海軍の建艦計画に大きな影響を与えると考えられる。
後継艦の艦級全体でのライフサイクルコストは3,470億ドルに上るとみられている。
計画は2011年1月には技術開発フェーズ（マイルストーンAとして知られる）に移行した。
2012年12月に海軍海洋システムコマンドはエレクトリック・ボートとの間で艦の全体設計、共通ミサイル区画の設計および「造船所およびベンダ担当部品と技術開発、インテグレーション、概念設計・研究、コスト削減への取り組みおよび全規模試作艦の製造・組立」を包括した20億ドルの契約を結んだ。
海軍、エレクトリックボートとも価格が後継艦開発の鍵となるという認識で一致していた。競争がない案件においてエレクトリック・ボートにコスト削減へのインセンティブを与えるため、海軍は「コスト＋固定費」契約にボーナス条項を含めている。エレクトリック・ボートは建造費・ライフサイクルコストとも抑える設計（元はバージニア級のコスト低減のために開発した手法）を適用すると述べている。詳細設計は2017年に始まり、この場合 就役は2031年の予定である。現在の計画では、12隻の後継艦で14隻のオハイオ級を置き換える予定である。
2014年4月には、海軍はオハイオ級後継艦の仕様策定を完了した。構成、設計、技術要求などの詳細は100ページほどの文書3冊にまとめられた。ここには兵器システム、避難経路、流体システム、ハッチ、ドア、海水システムや、艦の全長を170m（560ft）とすることや耐圧船殻の内容積を部分的に拡大することなど159項目の仕様が記されている。
2016年7月28日には、本級の1番艦の艦名がアメリカ合衆国の首都ワシントン D.C.にちなんでコロンビアとなる予定であると報じられた。2016年12月14日にレイ・メイバス海軍長官が正式に本級をコロンビア級と命名し、1番艦は SSBN-826 コロンビアとなった
2017年1月4日には、米軍関係者は開発開始が承認され、詳細設計フェーズに進むことを明らかにした。国防総省調達責任者のフランク・ケンドールは、「マイルストーンB」調達意思決定記録に署名し、エンジニアリングおよび製造開発段階に入ったことを公表した。
2020年10月28日、ケネス・ブレースウェイト海軍長官は2番艦の艦名をウィスコンシンとすることを発表した。
2021年6月7日にはアメリカ海軍予算局が1番艦コロンビアの総コストが150億3千万ドルに達すると発表したが、これにはコロンビア級の開発プロジェクト全体の費用も含まれた金額である。
2022年6月4日、1番艦の起工式が行われた。この際、就役中のロサンゼルス級原子力潜水艦60番艦コロンビア（SSN-771）との重複を避けるため、1番艦の名前がコロンビアからディストリクト・オブ・コロンビア(USS District of Columbia)に変更された。

## 特徴

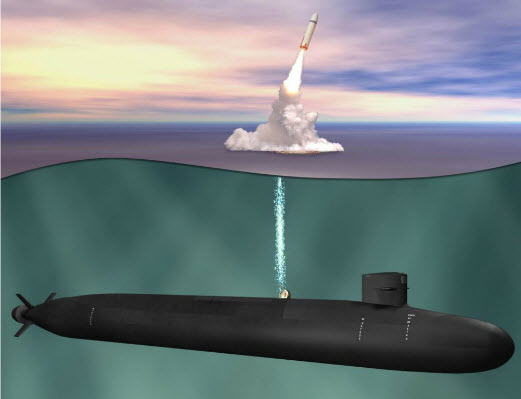
想像図

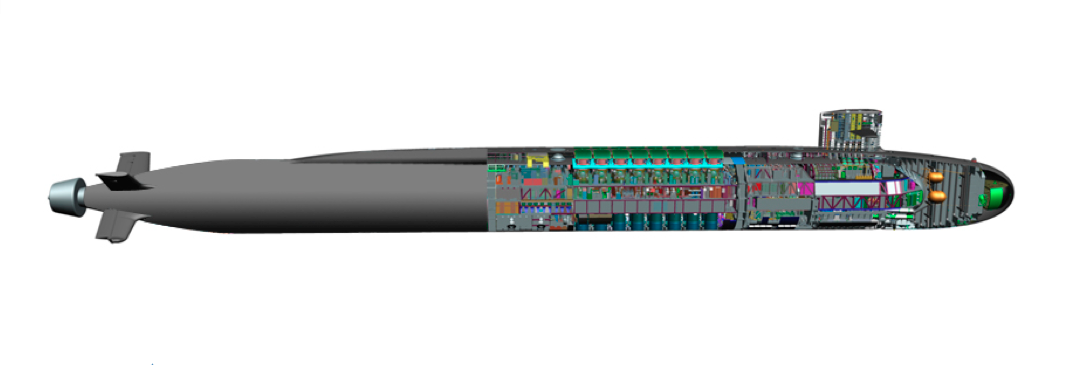
断面図

設計中の段階でも、コロンビア級の設計における特徴がいくつか明らかになっている
- 運用期間は42年とする（その間に戦略抑止パトロールを124回実施する計画）[37]
- 原子炉は運用中の燃料交換不要とする（オハイオ級は運用中に燃料交換が必要であった）[18]
- ミサイル発射管はオハイオ級と同じく直径2.2m（87in）でトライデントD5が搭載できる長さとする
- 全幅は最低でもオハイオ級の13m（42ft）以上とする
- ミサイル発射管数はオハイオ級の24に対して16とする（2012年11月時点では12本とする情報もある[38]が、それを支持しない情報もある[39][40]）
- ミサイル発射管数はオハイオ級より削減するが、水中排水量はオハイオ級と同程度とする

また、海軍は「弾道ミサイル潜水艦に求められる戦略的特性から、40年に渡って運用するためには現時点で最新の能力とステルス性を備えなければならない」と指摘している。
2012年11月には、米海軍研究所が海軍海洋システムコマンド関係者の発言を引用する形で追加の設計情報を明らかにしている。
- 後舵にX舵を採用
  - 米海軍では実験潜水艦USSアルバコア以来の採用となる[42]。
- セイル取付式の潜舵
- 電気推進
- ウォータージェット推進装置、吸音タイル、広開口バウソナー（Large Aperture Bow (LAB) Soner）等、バージニア級で開発された装備の流用

また、ソナーや光学画像、兵装管制等の各システムを連接した潜水艦連携戦術システム（Submarine Warfare Federated Tactical System, SWFTS）を装備する。

### 電気推進
電気推進とは、モーターを用いてスクリューを回転させるか、ウォータージェット・ポンプを駆動することで船を推進させる推進システムである。これは、「全電動艦」を実現する統合電源方式コンセプトの一部である。
電気推進の採用により、放射雑音だけでなく艦のライフサイクルコストも低減される。
ターボ・エレクトリック方式は20世紀前半の米海軍の主力艦（戦艦や航空母艦）に採用されていた。
その後、原子力潜水艦 USS タリビー (SSN-597)とUSS グレナード・P・リプスコム (SSN-685) の2隻に採用されたが、信頼性や出力不足、整備の負担が大きいなどの問題があった。
2013年現在、原子力ターボ・エレクトリック方式を採用しているのはフランス海軍の原子力潜水艦のみとなっている。
概念的には、電気推進は推進システムの一部に過ぎない。つまり、原子炉や蒸気タービンを置き換えるものではなく、従来の原子力潜水艦に搭載されていた減速機を置き換えるものである。
しかし、1998年の時点で既に米国国防科学委員会は減速機も蒸気タービンも不要となる、より高度な電磁推進の採用を想定している。
2014年には、ノースロップ・グラマンがタービン発電機の主契約者に選ばれた。
タービン発電機は蒸気タービンの機械エネルギーを電力に変換する。
発生した電力は艦内に供給されるとともにモーターを駆動して艦を推進させるのに利用される。
さまざまなモーターが軍艦・民間船を問わず広く利用・開発されている。
米海軍が潜水艦搭載用に検討しているものには、ジェネラル・ダイナミクスとニューポート・ニューズ造船所が開発を進める永久磁石同期モーターと、アメリカン・スーパーコンダクターとジェネラル・アトミクスが開発を進める高温超電導同期モーターがある。
最近では、米海軍はラジアル・ギャップ型の永久磁石同期モーター（ズムウォルト級ミサイル駆逐艦では先進誘導電動機を採用した）に注力しているようである。
永久磁石モータはバージニア級後期生産型だけでなく将来型潜水艦への適用可能性を確認するためLSV-II（Large Scale Vehicle II, バージニア級の1/4スケールモデルで、新技術のテストプラットフォームとして使用されている）において試験が行われている。
シーメンスが開発した永久磁石モーターは、212A型潜水艦に採用されている。
イギリス海軍の次期潜水艦（ヴァンガード級後継艦）に関するレポートでは、耐圧船殻の外に取り付けたモーターによるシャフトレスドライブ（Submarine Shaftless Drive, SSD）を採用するとされている。
SSDは米海軍も検討したが、コロンビア級で採用するかどうかは不明である。
現在の原子力潜水艦では蒸気タービンは減速機とスクリューまたはポンプジェット推進装置の回転軸に接続されており、推進軸は耐圧船殻を貫通させる必要がある。これに対して、SSDでは蒸気タービンで発電機を駆動して得た電力をモーターあるいはポンプジェット推進装置に供給するだけであるため、耐圧船殻を貫通する推進軸が不要となる（ポンプジェット推進を用いない構成のSSDも存在する）。

### 共通ミサイル区画
2008年12月に、エレクトリック・ボートがコロンビア級の共通ミサイル区画（Common Missile Compartment, CMC）の設計担当メーカに選ばれた。
2012年に、米海軍は共通ミサイル区画の設計をイギリス海軍のヴァンガード級後継艦と共有するという計画を発表した。
CMCはSLBMをいわゆる"クアッドパック"に格納するという。

## 比較表
|          |            | コロンビア級           | オハイオ級             | フランクリン級      | マディソン級        | ラファイエット級    | アレン級            | ワシントン級        |
| -------- | ---------- | ---------------------- | ---------------------- | ------------------- | ------------------- | ------------------- | ------------------- | ------------------- |
| 船体     | 水上排水量 | 不明                   | 16,764 t               | 7,320 t             | 7,320 t             | 7,320 t             | 6,955 t             | 5,959 t             |
| 船体     | 水中排水量 | 20,810 t               | 18,750 t               | 8,240 t             | 8,240 t             | 8,240 t             | 7,880 t             | 6,709 t             |
| 船体     | 全長       | 170.99 m               | 170.67 m               | 129.5 m             | 129.5 m             | 129.5 m             | 125 m               | 116.3 m             |
| 船体     | 全幅       | 13.1 m                 | 12.8 m                 | 10 m                | 10 m                | 10 m                | 10.1 m              | 10.1 m              |
| 船体     | 吃水       | 不明                   | 11.1 m                 | 9.4 m               | 8.69 m              | 8.69 m              | 8.4 m               | 8.1 m               |
| 主機     | 機関       | 原子炉+IEP             | 原子炉+蒸気タービン    | 原子炉+蒸気タービン | 原子炉+蒸気タービン | 原子炉+蒸気タービン | 原子炉+蒸気タービン | 原子炉+蒸気タービン |
| 主機     | 方式       | ターボ・エレクトリック | ギアード・タービン     | ギアード・タービン  | ギアード・タービン  | ギアード・タービン  | ギアード・タービン  | ギアード・タービン  |
| 主機     | 原子炉     | BC S1B                 | GE S8G                 | WEC S5W             | WEC S5W             | WEC S5W             | WEC S5W             | WEC S5W             |
| 主機     | 出力       | 60,000 shp             | 60,000 shp             | 15,000 shp          | 15,000 shp          | 15,000 shp          | 15,000 shp          | 15,000 shp          |
| 主機     | 水中速力   | 24 kt（推定）          | 24 kt（推定）          | 21 kt               | 21 kt               | 25 kt               | 21 kt               | 22 kt               |
| 兵装     | 水雷       | 533mm魚雷発射管×4門    | 533mm魚雷発射管×4門    | 533mm魚雷発射管×4門 | 533mm魚雷発射管×4門 | 533mm魚雷発射管×4門 | 533mm魚雷発射管×4門 | 533mm魚雷発射管×4門 |
| 兵装     | SLBM       | トライデントD5LEP×16基 | トライデントC4/D5×24基 | ポラリスA3×16基     | ポラリスA3×16基     | ポラリスA2×16基     | ポラリスA2×16基     | ポラリスA1×16基     |
| 同型艦数 | 同型艦数   | 未就役（12隻予定）     | 18隻                   | 12隻                | 10隻                | 9隻                 | 5隻                 | 5隻                 |

## 同型艦
| 艦番号   | 艦名                                                      | 建造所 | 発注            | 起工          | 進水 | 就役 | 退役 | 母港 | 現況   |
| -------- | --------------------------------------------------------- | ------ | --------------- | ------------- | ---- | ---- | ---- | ---- | ------ |
| SSBN-826 | ディストリクト・オブ・コロンビア USS District of Columbia | GDEB   | 2016年 3月30日  | 2022年 6月4日 |      |      |      |      | 建造中 |
| SSBN-827 | ウィスコンシン USS Wisconsin                              | GDEB   | 2020年 11月30日 |               |      |      |      |      | 発注済 |
| SSBN-828 | グロトン USS Groton                                       | GDEB   |                 |               |      |      |      |      | 計画中 |